# All Hat
All Hat ist eine US-amerikanisch-britisch-kanadische Westernkomödie aus dem Jahr 2007. Regie führte Leonard Farlinger, das Drehbuch schrieb Brad Smith anhand des eigenen Romans.

## Handlung
Der Cowboy Ray Dokes wird nach einer zweijährigen Haftstrafe entlassen. Er kehrt in seinen Heimatort zurück und will dort ein ruhiges Leben führen. Dokes gerät an den Unternehmer Sonny Stanton, der die Farm seines verschuldeten Freundes Pete Culpepper kaufen will, um einen Golfplatz zu errichten. Gegen diese Pläne kämpft Etta Parr, eine ehemalige Freundin des Cowboys.
Dokes lernt die Jockeyfrau Chrissie kennen, der er näherkommt. Dem Unternehmer wird ein Rennpferd im Wert von zehn Millionen Dollar gestohlen. Stanton fordert zahlreiche Ortsbewohner auf, ihre Farmen ihm zu verkaufen. Dokes entwickelt einen Plan mit dem Ziel, Stanton aufzuhalten.

## Kritiken
Philip Marchand schrieb in der Zeitung Toronto Star vom 25. Januar 2008, Brad Smith folge der altbekannten Formel mit „allergrößter Genauigkeit“. Die Handlung sei dennoch „angemessen überzeugend“ und das Tempo „straff“. Die Geschichte sei derart „dünn“ wie eine Folge einer Fernsehserie („The only problem is that the story feels slight – more like a prolonged episode of a television series than material for a full-blown movie“).
David Nusair schrieb auf Reel Film Reviews, der Film biete „beeindruckende“ Darstellungen und stellenweise „atemberaubende“ Kameraarbeit, ihm fehle jedoch etwas, was das Interesse des Zuschauers länger als einige Minuten am Stück aufrechterhalten könne. Die Handlung sei zu „gewunden“, die Charaktere seien zu wenig entwickelt. Kirbys Darstellung sei wirkungsvoll, ändere jedoch nichts daran, dass Smith einfach keine überzeugende Figur für ihn geschrieben hat.

## Hintergründe
Der Film wurde in Alliston, in Fort Erie und in Hamilton (Ontario) gedreht. Seine Produktionskosten betrugen schätzungsweise 5 Millionen Kanadische Dollar. Am 11. September 2007 wurde der Film auf dem Toronto International Film Festival gezeigt, dem einige weitere Filmfestivals folgten. In den Vereinigten Staaten wurde er im Jahr 2008 in einem Kino vorgeführt und ansonsten auf DVD veröffentlicht.